# Foolkiller
Foolkiller es el nombre de cuatro personajes ficticios diferentes que aparecen en los cómics estadounidenses publicados por Marvel Comics.

## Historial de publicación
El Foolkiller original fue presentado en Man-Thing # 3 y fue asesinado en el siguiente número. Fue creado por Steve Gerber y Val Mayeric. En su breve aparición en Man-Thing, Foolkiller intentó matar a dos personajes principales de la serie: F.A. Schist, un desarrollador de bienes raíces cuyos proyectos amenazaban la ecología de los Everglades de Florida, y Richard Rory, un disc jockey que había denunciado las actividades del Foolkiller. Su nombre real no fue dado hasta un flashback posterior en The Amazing Spider-Man # 225, que afirmaba que era Ross G. Everbest (una variante del seudónimo de Gerber, Reg Everbest con su segundo nombre que se le atribuye).
Gerber y Jim Mooney crearon a Greg Salinger, la segunda versión del personaje, que apareció por primera vez en Omega el Desconocido # 9 (más un cameo de un panel en # 8, que fue escrito por Roger Stern).
La miniserie Foolkiller de Gerber , ilustrada por J.J. Birch, se publicó desde octubre de 1990 hasta octubre de 1991. Se centró en una nueva versión, llamado esta vez Kurt Gerhardt.
Un nuevo Foolkiller, Mike Trace, apareció en dos series de MAX de cinco números: Foolkiller (vol. 2) (2007) y Foolkiller: White Angels (2009).
En 2016, Marvel anunció el regreso de Foolkiller en su propia serie, escrita por Max Bemis, que recoge la historia de Greg Salinger como terapeuta personal y, nuevamente, como Foolkiller.

## Biografía del personaje ficticio

### Ross G. Everbest
El Foolkiller original era más un cruzado reaccionario que las versiones posteriores del personaje. Molesto por las protestas contra la guerra de Vietnam y los movimientos de contracultura, decidió que los pecadores, los disidentes y los criminales eran "tontos" que debían ser eliminados, y que Dios lo había elegido para hacerlo. Fue inspirado por un curandero, el reverendo Mike Pike, que curó su parálisis infantil. Como resultado, se convirtió en un evangelista con el Reverendo Mike como su mentor y pronto se hizo tan popular como el Reverendo. Después de capturar al Reverendo Mike en una orgía de borrachos, mató a su antiguo héroe, conservó el cadáver en Formaldehído, y usó el dinero del predicador para financiar sus actividades de vigilante. Se puso un extravagante Zorro -como traje y adquirida (por medios desconocidos) su "arma de purificación", una pistola de rayos que se desintegró la gente inmediatamente. Algunas de sus víctimas recibieron una advertencia de 24 horas en forma de una tarjeta de visita: "Foolkiller / e pluribus unum / Tienes 24 horas de vida. Úsalos para arrepentirte o ser condenado para siempre a los pozos del infierno, donde van todos los tontos. Hoy es el último día del resto de tu vida. Úsalo sabiamente o muere como un tonto".
El Foolkiller había tratado de matar a Ted Sallis (a quien él sabía que era Hombre Cosa basándose en informes noticiosos relacionados), al disc-jockey Richard Rory y al hombre de negocios FA Schist. Durante una lucha con el monstruoso Hombre-Cosa en el pantano del Hombre-Cosa, el Foolkiller murió en un extraño accidente, empalado en el corazón por un trozo de vidrio del tanque que contiene al Reverendo Mike. El alma de Everbest está aparentemente en el infierno de Mephisto luchando contra otros en la "Arena de las Almas Perdidas".

### Gregory P. Salinger
Greg Salinger, preso por conducta desordenada, escuchó la historia del primer Foolkiller de su compañero de celda, Richard Rory, encarcelado por un cargo de secuestro falsificado. Después de ser liberado, Salinger robó el equipo de Foolkiller y asumió su identidad, usando la "pistola de purificación" para matar a varias personas en Nueva York, incluido el supervillano Blockbuster. A diferencia de su predecesor de inspiración religiosa, Salinger definió a los "tontos" como los culpables del materialismo y la mediocridad, o cualquier persona que careciera de "una naturaleza poética".
Rory, sintiéndose responsable del colapso y los crímenes de Salinger, trató de ayudar a los Defensores a arrestar a Salinger, al convencerlo de que podía unirse a ellos como un superhéroe. Sin embargo, Salinger había decidido que los Defensores eran "tontos" después de no haber capturado a otro supervillano; trató de matar a Lunatik, incendió su cuartel general y fue capturado por los Defensores, pero escapó en un accidente de tráfico. Salinger reapareció, estudiando en la Universidad Empire State donde fue profesor de asistente de Peter Parker (Spider-Man), quién se hizo amigo de él, luego lo detuvo en medio de otra ola de asesinatos. Cuando un testigo sin hogar sugirió que solo un tonto lucharía contra Spider-Man, Salinger intentó dispararse a sí mismo, pero fue detenido, arrestado, penalizado e institucionalizado definitivamente en la Institución Mental del Estado de Indiana Central en Weldon Creek, Indiana. Apareció brevemente como un paciente mental, donde fue interrogado por el Capitán América sobre una posible conexión con el vigilante conocido como Azote del Inframundo.
También apareció como un preso aparentemente mucho más sano, y fue entrevistado en el programa de televisión Runyan Moody. Asesoró al tercer Foolkiller (Gerhardt) a través de un tablón de anuncios informático, aunque su contacto finalmente fue descubierto por el psiquiatra Dr. Mears y la policía.
Salinger (ahora con un traje blindado y empuñando armamento convencional) se uniría a los Héroes de Alquiler de Deadpool (que luego rebautizaría Mercenarios por Dinero). Mientras estaba con el grupo, Salinger adquirió un título en psiquiatría, lo que lo llevó a convertirse en el terapeuta personal reacio de Deadpool.
S.H.I.E.L.D. luego reclutó a Salinger como psiquiatra para rehabilitar a los supervillanos, con una trampa: si no cooperan o progresan, entonces se les permite ejecutarlos.

### Kurt Gerhardt
Kurt Gerhardt había alcanzado un estado de desesperación homicida después del asesinato al azar de su padre, el divorcio, la pérdida de su empleo en el banco (parte de la crisis de los ahorros y los préstamos) y el robo brutal de su nuevo trabajo en un restaurante de comida rápida.
El primer número muestra gran parte de la vida de Salinger en la institución mental. Detalla pesadillas y culpa a su médico. Expresa el deseo de escribir sus sentimientos, creyendo que lo hará sentir mejor. El médico señala que la última vez que le dieron a Salinger un lápiz, lo introdujo en su propio cuello. Salinger promete que no volverá a suceder. El terapeuta le permite a Salinger utilizar uno de los procesadores de texto de las computadoras de la institución para que pueda escribir cartas. Decide enviar sus memorias y pensamientos a los medios de comunicación y centros de publicación. No hay respuesta.
Salinger es conocido por el popular presentador de un programa de entrevistas, Runyan Moody, quien se abre camino en una entrevista con Salinger. Gerhardt ve esto y, a través del uso secreto que hace Salinger del módem en la computadora de su terapeuta, establecen una correspondencia a través de un boletín informativo.
Salinger dirige a Gerhardt a un viejo confidente que le proporciona el disfraz de Foolkiller y la "pistola de purificación". Finalmente, abandonó el llamativo disfraz, sustituyendo una máscara y un atuendo de piel estilo bondage (o apareciendo en una variedad de disfraces), y creó una tarjeta de visita más simple: "Foolkiller / e pluribus unum / Actions tiene consecuencias".
Inicialmente, Gerhardt dirigió su campaña de vigilantes contra criminales violentos, obteniendo algunos elogios del público, pero su ira por el abuso y la negligencia en general lo llevó a matar a madres negligentes drogadictas e incluso a sus hijos (aunque violentos) en una serie de masacres en aumento. Su definición cada vez más amplia de "tontos" que merecían la muerte se amplió para incluir a los culpables de lo que Gerhardt creía que era una hipocresía o estupidez.
En Burger Clown, Gerhardt desarrolla una relación romántica prometedora con una compañera de trabajo, Linda Klein. Se convierte en un hombre popular en su barrio. Actuando heroicamente, incluso sin el arma, Gerhardt evita que un conocido sea atropellado por un borracho. Sin embargo, se debe evitar que Gerhardt golpee al conductor.
En un movimiento celebrado por sus amigos en el restaurante, gana un trabajo en una agencia de crédito. Su compañero de trabajo es un hombre burdo y mayor que disfruta usar su poder para la emoción y la venganza barata. En un momento de debilidad, Gerhardt incluso considera usar su arma en este hombre, junto con otros que son culpables de solo ser molestos. Esto incluye a un hombre más joven que percibió como un posible competidor por los afectos de Linda Klein.
Gerhardt se sintió especialmente frustrado por la incansable búsqueda por parte del público de una gratificación instantánea o momentánea, lo que se convirtió en el tema central de su matanza. Gerhardt interrumpió bruscamente su relación con Linda y envió un manifiesto al periódico Daily Bugle. Sus matanzas cada vez mayores se vuelven más violentas, teniendo lugar frente a, y traumatizando, a muchas personas inocentes. Una vez que tal incidente fue visto por Linda, quien reconoció la voz de Kurt aunque, por razones desconocidas, ella eligió no informar a la policía. Gerhardt incluso va tras las celebridades 'tontas'. Su último gran asesinato fue un industrial que estaba despojando la tierra selva tropical del Amazonas para criar ganado para carne y esto convirtió al público hostil hacia el Foolkiller. Al final de la miniserie, después de escapar de la policía (sus comunicaciones en línea con Salinger habían sido descubiertas) y no haber matado a su narcotraficante, Gerhardt había modificado su rostro con la ayuda del amigo de su antecesor. Ella usa cuidadosamente el ácido para estropear su rostro. Abandona la ciudad de Nueva York para asumir una nueva identidad en Arizona. Como se ha señalado en el Apéndice de El Manual Oficial del Universo Marvel, la nueva identidad de Gerhardt se asemeja a Richard Rory.
Gerhardt apareció en Nuevos Vengadores como un preso de la Balsa, aunque las circunstancias que rodearon su captura no han sido reveladas. Después de que Electro organiza una fuga masiva, se lo vio atacando a Spider-Man con muchos otros villanos, tras lo cual escapó.
La Capucha lo contrató como parte de su organización criminal para aprovechar la división en la comunidad de superhéroes causada por la Ley de Registro de Superhumanos. En algún momento fue capturado y enviado a la prisión de Crossmore para criminales dementes, donde entró en conflicto con su compañero preso Deadpool.
Después de intentar en repetidas ocasiones obtener terapia y luego volver a enseñarle lo que significa ser Foolkiller, todo mientras actúa según las órdenes de Capucha, Gerdhart recibe un disparo en la cara y es asesinado por Salinger.

## Poderes y habilidades
Cada versión del Foolkiller (excepto Mike Trace) usaba principalmente una "pistola de purificación", una pistola capaz de disparar un rayo de energía similar al láser capaz de incinerar totalmente a un ser humano en cuestión de segundos. También utilizaron sistemas de computadoras móviles y sistemas de vigilancia para localizar y rastrear a las víctimas. Los dos primeros también emplearon un camión blindado equipado con sistemas similares que también actuaron como una sede móvil.
Todos los Foolkillers han sido hombres atléticos sin poderes sobrehumanos y todos están criminalmente locos.
Everbest fue un predicador carismático y experto en varias formas de combate cuerpo a cuerpo.
Salinger es un poeta amateur y es un combatiente justo autodidacta. En un momento se dijo que había estado en el ejército pero fue dado de alta por razones médicas, posiblemente debido a su inestabilidad mental.
Gerhardt era experto en el combate básico mano a mano y había desarrollado una alta tolerancia al dolor. También fue un buen estratega y un maestro del disfraz.
Trace no usa la pistola de purificación; En cambio, su arma de elección es un palo de espada.

## Otras versiones

### MAX
Una nueva miniserie de Foolkiller, escrito por Gregg Hurwitz, debutó en virtud de Marvel MAX adultos impronta , en octubre de 2007. En a 2007 Newsarama.com interview, Hurwitz declaró:
Soy un chico Punisher. Lo que Garth Ennis ha hecho con Frank Castle es lo que me hizo darme cuenta de lo que podían hacer los cómics. El Foolkiller es obviamente diferente en muchos aspectos del Punisher, pero también es quizás lo más cercano que el Universo Marvel tiene para él.
Del mismo modo, Axel Alonso, on the same site, dijo:
Estaba interesado en escribir un thriller de crimen y Punisher estaba fuera de la mesa.
El título de Foolkiller de Marvel MAX es Mike Trace, un hombre que trata sus asesinatos como obras de arte. Por lo general, dejará los cuerpos en la escena junto con indicaciones irónicas de por qué fueron asesinados. En un caso, asesina a un industrial corporativo y deja el cuerpo en un basurero lleno de desechos tóxicos de las propias fábricas del industrial. La historia de este Foolkiller, sin embargo, se cuenta principalmente a través de los ojos de Nate McBride, un ex ejecutor de una operación de préstamo de préstamos. Cuando Nate roba dinero para pagar la operación cardiaca que tanto necesita su hija, sus empleadores lo castigan matando a su esposa y a su hija menor y amenazando con matar a su hija inválida en treinta días si el dinero no se devuelve. Nate, temiendo por la seguridad de su hija hospitalizada, decide solicitar la ayuda de los Foolkiller de quienes había oído hablar en las noticias y de los rumores susurrados en la calle. Aunque el Foolkiller inicialmente reprende a Nate como un tonto debido a la vida que lleva, se interesa en su posible conexión con un jefe de la mafia conocido como el Queso. Nate actúa como asistente del Foolkiller, reuniendo información sobre los secuaces y las operaciones del Queso. Cuando el Foolkiller comienza a eliminar a los ejecutores del Queso, el Queso invoca a un diminuto asesino conocido como Sickle Moon debido a la hoja en forma de hoz que emplea. Foolkiller, concluyendo que Sickle Moon abortará su misión si su empleador muere, decide ir directamente tras el Queso, con Nate actuando como una desviación. Mientras Foolkiller tiene éxito en matar el queso, Nate es asesinado por Sickle Moon quien, como se esperaba, se retira después de darse cuenta de que su empleador está muerto. Foolkiller lleva el cuerpo de Nate al hospital y anuncia que el corazón de Nate debería ser adecuado para un trasplante para la hija. No es seguro si se realizó la operación.
En el recién iniciado Foolkiller: White Angels Arc, su último objetivo es una banda de supremacistas blancos llamada White Angels, que linchó a un exconvicto que se había convertido en un trabajador de cuello blanco y que evidentemente había cambiado su vida. The Punisher aparecerá a partir del segundo número, ya que también está apuntando a los White Angels.
De acuerdo con el realismo de la línea Marvel MAX, Mike Trace no se viste con un traje ni usa una pistola de rayos de purificación. Empleará las armas disponibles, pero su arma favorita es un bastón de espada. Deja una carta de tarot de El Loco en todos sus asesinatos. La tarjeta del tarot tiene escrita a mano "¿Eres tu?". Trace también parece ser el único Foolkiller en la continuidad MAX. Sin embargo, hay referencias indirectas a los Foolkillers del clásico Universo Marvel, como el nombramiento de una prisión como el Centro de Detención Gerhardt. En el primer número de la serie MAX, mientras se discutían los rumores sobre el Foolkiller casi invisible, había una referencia en el diálogo del personaje a la pistola de rayos de purificación y al disfraz de Zorro de la versión original de Marvel, así como el hecho de que uno de ellos Trabajé brevemente en un restaurante de Burger Clown. Dado que las actividades del universo Marvel principal del Foolkiller eran conocidos públicamente, es probable que estos estaban destinados a ser lengua en la mejilla.

### Continuidad 2099
Una camarilla de supersoldados fundamentalistas se inspiró en los Foolkillers del siglo XX. Uno de ellos fue encontrado por los X-Men de 2099 después de que se embarcó en una misión para asesinar a todos los exmiembros del equipo original de Xi'an Chi Xan, "los sin ley".